# Boking
Boking ist ein indonesischer Distrikt (Kecamatan) im Westen der Insel Timor.

## Geographie
| „Dorf“ (Desa) | Verwaltungssitz | Fläche    | Einwohner | Bevölkerungs- dichte |
| ------------- | --------------- | --------- | --------- | -------------------- |
| Sabun         | Sabun           | 13,85 km² | 1.818     | 131                  |
| Nano          | Nano            | 11,03 km² | 1.090     | 99                   |
| Boking        | Boking          | 16,91 km² | 2.113     | 125                  |
| Leonmeni      | Leonmeni        | 5,93 km²  | 628       | 106                  |
| Meusin        | Meusin          | 15,31 km² | 1.348     | 86                   |
| Baus          | Baus            | 21,63 km² | 1.816     | 84                   |
| Fatu Manufui  | Fatu Manufahi   | 9,92 km²  | 1.569     | 158                  |

Der Distrikt befindet sich im Osten des Regierungsbezirks Südzentraltimor (Timor Tengah Selatan) der Provinz Ost-Nusa-Tenggara (Nusa Tenggara Timur), an der Küste der Timorsee. Das Meer befindet sich südöstlich des Distrikts. Im Süden liegt der Distrikt Nunkolo, im Westen Süd-Amanatun (Amanatun Selatan) und im Norden Santian und Toianas. Im Nordosten befindet sich der Regierungsbezirk Malaka mit seinem Distrikt Wewiku.
Boking hat eine Fläche von 94,58 km² und teilt sich in die sieben Desa Boking, Nano, Boking, Leonmeni, Meusin, Baus und Fatu Manufui. Zugang zum Meer haben Boking, Meusin, Baus und Fatu Manufui. Sabun, Nano und Leonmeni liegen im Landesinneren. Die Desa unterteilen sich in 23 Dusun (Unterdörfer). Der Verwaltungssitz befindet sich in Dorf Boking.  Während Meusin auf einer Meereshöhe von 19 m liegt, befindet sich Leonmeni auf 361 m über dem Meer. Das tropische Klima teilt sich, wie sonst auch auf Timor, in eine Regen- und eine Trockenzeit.

## Flora
Im Distrikt finden sich unter anderem Vorkommen von  Teak und Gmelina.

## Einwohner
2017 lebten in Boking 10.382 Einwohner. 5.024 waren Männer, 5.358 Frauen. Die Bevölkerungsdichte lag bei 110 Personen pro Quadratkilometer. Im Distrikt gab es vier katholische und 37 protestantische Kirchen und Kapellen.

## Wirtschaft, Infrastruktur und Verkehr
Die meisten Einwohner des Distrikts leben von der Landwirtschaft. Als Haustiere werden Rinder (5.509), Büffel (sieben), Schweine (3.973), Ziegen (146) und Hühner (5.235) gehalten. Auf 1.349 Hektar wird Mais angebaut, auf 600 Hektar Maniok, auf 20 Hektar Sojabohnen und auf 56 Hektar Mungbohnen. Reis wird gar nicht angebaut. Weitere landwirtschaftliche Produkte sind unter anderem Tomaten, Blattgemüse, Avocados, Mangos, Tangerinen, Papayas, Bananen und Sirsak. Von Plantagen kommen in kleinen Mengen Kaffee und Kakao.
In Boking gibt es zwölf Grundschulen, drei Mittelschulen und zwei weiterführende Schule. Zur medizinischen Versorgung steht nur ein kommunales Gesundheitszentrum (Puskesmas) in Boking zur Verfügung. Weitere medizinische Einrichtungen, wie medizinische Versorgungszentren (Puskesmas Pembantu) oder Hebammenzentren (Polindes) fehlen. Im Distrikt sind ein Arzt, drei Hebammen und zwei Krankenschwestern tätig.